# Giacomo Nani (sommergibile 1938)
Il Giacomo Nani è stato un sommergibile della Regia Marina. Fu la seconda unità a venire intitolata a Jacopo Nani (1725–1797) capitano e politico della Repubblica di Venezia; la prima fu un sommergibile della classe Barbarigo.

## Storia
Fu destinato al II Gruppo Sommergibili di Napoli per il quale fu impiegato per l'addestramento dal 1938 al 1940.
Con l'entrata in guerra dell'Italia svolse tre infruttuose missioni offensive in Mediterraneo, navigando per 3796 miglia in superficie e 927 in immersione.
Durante una di queste missioni, il 23 luglio 1940, lanciò due siluri contro un cacciatorpediniere in navigazione al largo del Marocco, ma le armi, difettose, non colpirono.
Se ne dispose poi l'invio in Atlantico. Il 29 settembre 1940 lasciò Napoli al comando del capitano di corvetta Gioacchino Polizzi e il 4 ottobre passò lo stretto di Gibilterra; durante l'attraversamento sprofondò sino a 140 metri a causa delle correnti. 
Il 5 ottobre lanciò quattro siluri contro il peschereccio armato HMS Kingston Sapphire (356 tsl), che, colpito da una delle armi, affondò a circa cinquanta miglia da Capo Spartel. In seguito si spostò nei pressi di Madera senza incontrare nessuna unità e intrapresa poi la rotta di rientro. 
Il 23 ottobre intimò il fermo al piroscafo greco Sulliotis che – dopo un'ispezione – dovette lasciare andare perché neutrale; il 27 ottobre fermò il piroscafo svedese Maggie (1583 tsl), ispezionò anche questa nave e, avendo trovato che trasportava carbone destinato al Regno Unito, lo affondò a colpi di cannone, trainandone poi le scialuppe per circa 12 ore sino a portarle a 25 miglia dall'isola San Miguel. Il 4 novembre il sommergibile attraccò a Bordeaux, sede della base italiana di Betasom.
Il 13 dicembre 1940 salpò da Bordeaux per la sua seconda missione, ma quattro giorni dopo un'onda ferì seriamente il comandante in seconda TV Renato Rizzoli) ed un artigliere, obbligando il Nani al rientro.
Nella notte del 17-18 dicembre, mentre era ormeggiato, subì un attacco da parte di aerei riuscendo però a distruggerne uno con le mitragliatrici.
Il 20 dicembre 1940 (sostituito il comandante in seconda col TV Ernesto Porzio) il Nani lasciò Betasom per portarsi nei pressi delle coste irlandesi, ma dopo il 3 gennaio 1941 non se ne ebbero più notizie.
Secondo gli inglesi il sommergibile sarebbe stato affondato con tutto l'equipaggio dalla corvetta HMS Anemone il 7 gennaio 1941, ma è da rilevare che l'azione di questa unità si svolse a 330 miglia dal settore d'agguato del Nani.
Con il sommergibile scomparvero il comandante, C.C. Gioacchino Polizzi, 6 altri ufficiali e 46 fra sottufficiali e marinai.